# Petworth House

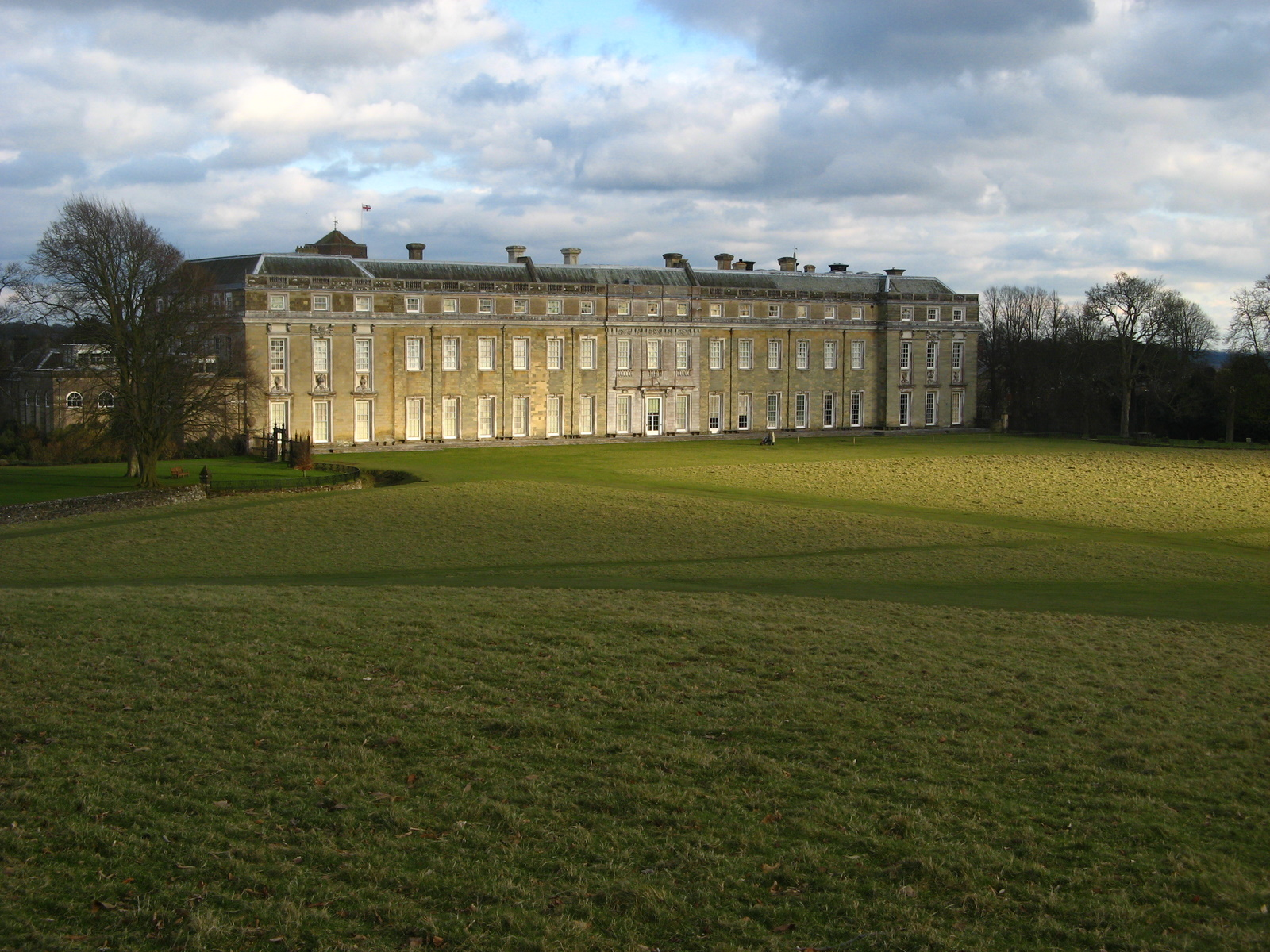
Petworth House

Petworth House, i Petworth, West Sussex är ett 1600-talsslott, ombyggt 1688 på uppdrag av Charles Seymour, 6:e hertig av Somerset och återigen på 1870-talet. Äldre delar, bland annat källare och kapell, härrör från 1200-talet. 
Slottet hyser idag stora samlingar konst, bland annat av Anthonis van Dyck och J.M.W. Turner. Huvudbyggnaden omges av en 283 hektar (700 acres) stor engelsk park, skapad av Capability Brown på 1700-talet. 
Egendomen ägs sedan 250 år av medlemmar ur släkten Wyndham och den nuvarande ägaren John Max Henry Wyndham, 2:e baron Egremont, bor med sin familj i en av flyglarna. Huvudbyggnaden och parken överläts däremot 1947 på National Trust for Places of Historic Interest or Natural Beauty. 